# Агаларов, Руслан Агабекович
Русла́н Агабе́кович Агала́ров (род. 21 февраля 1974, Махачкала, СССР) — советский, российский и узбекистанский футболист, выступавший на позиции полузащитника. Выступал за сборную Узбекистана. Тренер.

## Карьера игрока

### Клубная
Воспитанник дагестанского футбола, практически всю карьеру провёл в составе махачкалинского «Анжи». За 15 сезонов сыграл в команде 427 матчей, забил 49 голов. В высшем дивизионе чемпионата России провёл в 2000—2002 годах 80 матчей, забил 8 мячей. Вошёл в список 33 лучших футболистов чемпионата России под 3 номером в 2001 году. В домашнем матче 19-го тура Чемпионата России 2001 года против самарских «Крыльев Советов» оформил дубль, забив голы на 45-й и 78-й минутах.
Два сезона провёл в рядах принципиального соперника — «Динамо». В марте 2009 принял решение о завершении профессиональной карьеры, однако, продолжил играть в футбол в клубе ЛФЛ «Махачкала».

### В сборной
В 2001 году сыграл один матч в составе сборной Узбекистана.

## Карьера тренера
С 2010 по 2014 год тренировал молодёжную команду клуба «Анжи». С лета 2014 тренировал «Анжи-2», фарм-клуб «Анжи». После увольнения Юрия Сёмина исполнял обязанности главного тренера ФК «Анжи», а 24 октября 2015 года был официально назначен главным тренером команды. В конце июня 2019 года возглавил ФК «Махачкала», где затем работал до начала 2021 года, после чего, уступив пост главного тренера Арслану Халимбекову, занял должность спортивного директора клуба, на базе которого летом того же года было возрождено махачкалинское «Динамо».

## Статистика
| Сезон | Дивизион | Клуб           | Матчи | Голы |
| ----- | -------- | -------------- | ----- | ---- |
| 1991  | Г        | Каспий         | 32    | 0    |
| 1992  | В        | Каспий         | 32    | 2    |
| 1993  | В        | Анжи           | 34    | 4    |
| 1994  | В        | Анжи           | 29    | 1    |
| 1995  | В        | Анжи           | 34    | 2    |
| 1996  | В        | Анжи           | 37    | 8    |
| 1997  | Б        | Анжи           | 36    | 3    |
| 1998  | В        | Локомотив-Тайм | 19    | 4    |
| 1999  | Б        | Анжи           | 38    | 6    |
| 2000  | А        | Анжи           | 28    | 2    |
| 2001  | А        | Анжи           | 29    | 5    |
| 2002  | А        | Анжи           | 23    | 1    |
| 2003  | Б        | Анжи           | 40    | 5    |
| 2004  | Б        | Анжи           | 39    | 5    |
| 2005  | Б        | Анжи           | 5     | 0    |
|       | Б        | Динамо Мх      | 17    | 8    |
| 2006  | Б        | Динамо Мх      | 37    | 8    |
| 2007  | Б        | Анжи           | 35    | 6    |
| 2008  | Б        | Анжи           | 22    | 2    |
| Всего | Всего    | Всего          | 566   | 72   |

## Тренерская статистика
| «Анжи-2» (Махачкала) | 16 июля 2014    | 23 октября 2015 | 10 | 6  | 1  | 3  | 060,00 |
| «Анжи» (Махачкала)   | 24 октября 2015 | 31 мая 2016     | 23 | 7  | 5  | 11 | 030,43 |
| «Махачкала»          | 1 июля 2019     | 2 марта 2021    | 36 | 11 | 9  | 16 | 030,56 |
| Всего                | Всего           | Всего           | 69 | 24 | 15 | 30 | 034,78 |

## Личная жизнь
Младший брат Камиль и сын Гамид также футболисты.